# Małe kobietki (film 1933)
Małe kobietki (ang. Little Women) – amerykański film z 1933 w reżyserii George’a Cukora.

## Obsada
- Katharine Hepburn jako Josephine „Jo” March
- Joan Bennett jako Amy March
- Paul Lukas jako profesor Bhaer
- Jean Parker jako Elizabeth „Beth” March
- Frances Dee jako Margaret „Meg” March
- Douglass Montgomery jako Theodore „Laurie” Laurence
- Spring Byington jako Marmee March
- Edna May Oliver jako ciocia March
- Henry Stephenson jako pan Laurence
- John Davis Lodge jako Brooke
- Samuel S. Hinds jako pan March
- Nydia Westman jako Mamie
- Harry Beresford jako doktor Bangs
- Mabel Colcord jako Hannah
- Marion Ballou jako pani Kirke
- Olin Howland jako pani Davis (niewymieniona w czołówce)
- Bonita Granville jako koleżanka Amy (niewymieniona w czołówce)

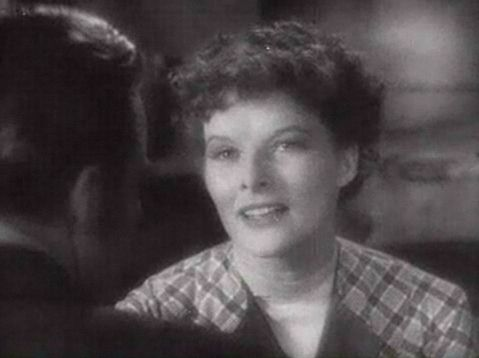
Katharine Hepburn
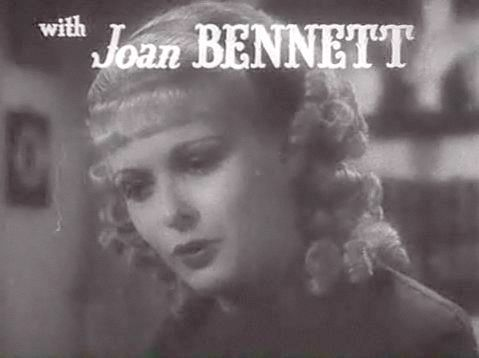
Joan Bennett
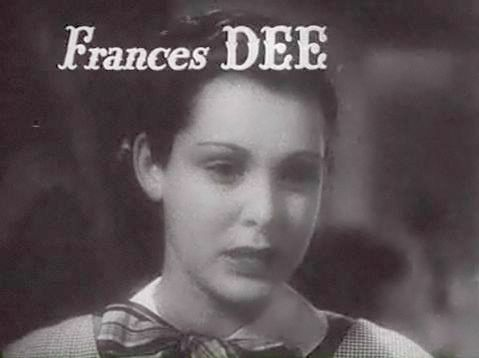
Frances Dee
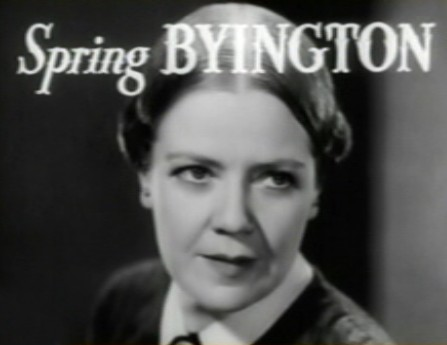
Spring Byington
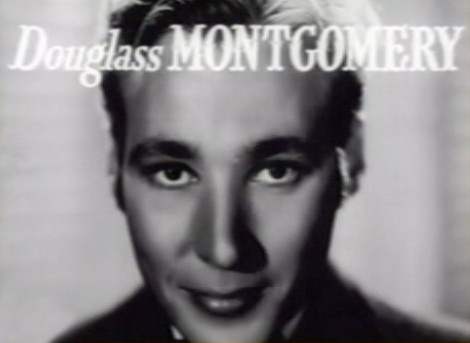
Douglass Montgomery
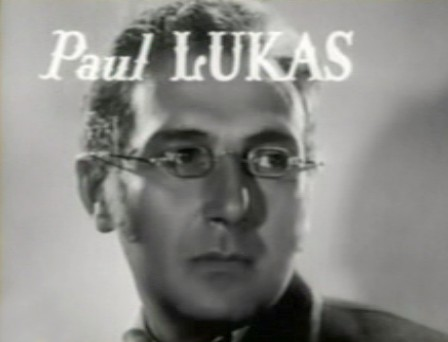
Paul Lukas
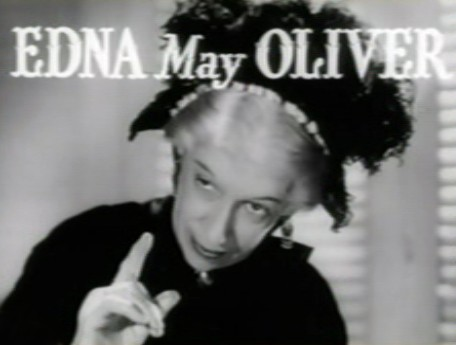
Edna May Oliver
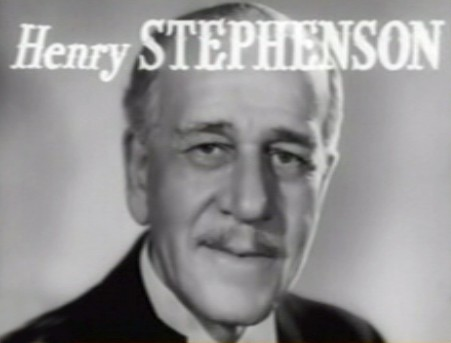
Henry Stephenson

## Nagrody i nominacje
| Nazwa nagrody | Wygrane                                                             | Nominacje                                                                 |
| ------------- | ------------------------------------------------------------------- | ------------------------------------------------------------------------- |
| Oscar         | 1934 Najlepszy scenariusz adaptowany Sarah Y. Mason, Victor Heerman | 1934 Najlepszy film wytwórnia RKO Pictures Najlepszy reżyser George Cukor |

## Wyróżnienia
| Rok wpisania | Watykańska lista 45 filmów                                                                                    |
| ------------ | --- |
| 1995         | Lista „ważnych i wartościowych filmów fabularnych” opracowana w Watykanie w 1995 roku z okazji 100-lecia kina |